# Jan II d’Alençon
Jan II d’Alençon (ur. 2 marca 1409 w Argentan, zm. 8 września 1476 w Paryżu) – książę d’Alençon, hrabia Perche, syn księcia Jana I d’Alençon i Marii Bretońskiej. 
Brał udział w wojnie stuletniej i był bardzo ceniony przez dowódców francuskich. W 1424 jako młody człowiek brał udział w bitwie pod Verneuil, po której dostał się do niewoli angielskiej. Wypuszczono go dopiero w 1429 po zapłaceniu sporego okupu. Tuż przed bitwą pod Verneuil, Jan ożenił się w Blois z Joanną de Valois (1409–1432), córką Karola, księcia Orleanu, i Izabeli de Valois. Joanna zmarła w 1432. Krótko po wypuszczeniu z niewoli Jan poznał Joannę d’Arc i eskortował ją z Chinon do Blois, a następnie walczył u jej boku w bitwie pod Beaugency, pod Orleanem, pod Patay i pod Castillon. Należał do gorących zwolenników odsieczy orleańskiej. We wrześniu 1429 opuścił Joannę d’Arc, ponieważ wolał walczyć blisko swoich ziem w Normandii.
Jan był niezadowolny z postanowień traktatu z Arras. Popadł w konflikt z królem Karolem VII i wziął udział w rewolcie w latach 1439–1440 - co król mu wybaczył. W 1449 wziął udział w inwazji na Normandię, ale od 1440 nieroztropnie zaczął korespondować z Anglikami. W 1456 został aresztowany przez Jean de Dunois i uwięziony w Aigues-Mortes. W 1458 został skazany na śmierć, ale wyroku nie wykonano i przeniesiono go do Loches. Po wstąpieniu na tron Ludwika XI w 1461 Jan został uwolniony pod określonymi warunkami, odmówił spełnienia obietnic i uwięziono go ponownie. 18 lipca 1474 został osądzony przez parlament paryski i ponownie skazany na śmierć, a jego księstwo skonfiskowano. Prawdopodobnie wyroku znowu nie wykonano i Jan zmarł w więzieniu w Luwrze, w 1476 – być może jednak wyrok wykonano.

## Potomstwo
30 kwietnia 1437 w Chateau L'Isle-Jourdain, ożenił Marią d'Armagnac z Akwitanii (ok. 1420–1473), córką Jana IV d'Armagnac. Miał z nią następujące potomstwo: 
- Katarzynę d’Alençon (1452–1505), od 1461 żonę Franciszka XIV Montmorency, hrabiego Laval (zm. w 1500),
- René d’Alençon (1454–1492), następnego księcia Alencon.

Posiadał wiele kochanek, z którymi doczekał się dzieci:
- Jana (1423–1483)
- Roberta (1433–1489)
- Joanny (1435–1481), hrabiny Beaumont-le-Roger, od 1470 żony Gwidona de Maulmont,
- Magdaleny (1427–1489), żony Henryka de Breuil.